# Micaela Hernández
Micaela Hernández (ur. 30 października 2000) – chilijska judoczka. 
Startowała w Pucharze Świata w 2018, 2020, 2022 i 2023. Brązowa medalistka igrzysk Ameryki Południowej w 2018 roku.